# Serra de la Xortà

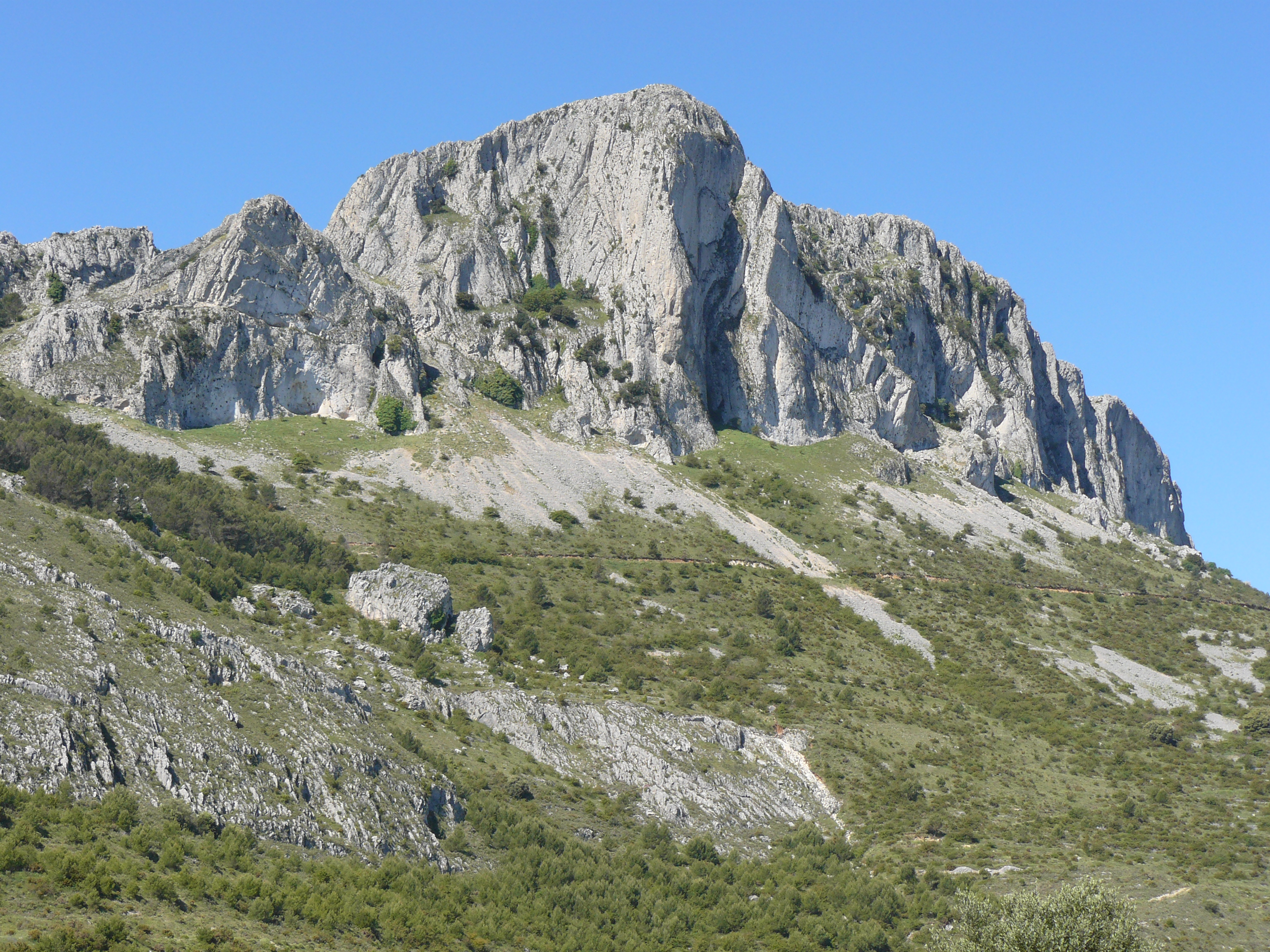
Serra de la Xortà, petita serralada Prebètica entre les comarques valencianes de la Marina Baixa, la Marina Alta i el Comtat, que forma part d'una més gran alineació muntanyenca amb la Serrella. Envoltada pels municipis de Bolulla, el Castell de Guadalest, Tàrbena, Benimantell, Beniardà i Castell de Castells

La serra de la Xortà és una petita serralada Prebètica entre les comarques valencianes de la Marina Baixa, la Marina Alta i el Comtat, que forma part d'una més gran alineació muntanyena amb la Serrella. Envoltada pels municipis de Bolulla, el Castell de Guadalest, Tàrbena, Benimantell, Beniardà i Castell de Castells.
Forma part del sistema Bètic valencià, amb una orientació de nord-oest a sud-est i amb altures que superen els 1.000 metres, com la Penya de l'Hedra (1.001 m), el Morro Blau (1.126 m) o la Penya Alta (1.220 m).
Altres unitats geogràfiques relacionades amb la Xortà són el riu Guadalest que discorre pel sud, l'embassament de Guadalest i el riu Algar, que recull les aigües de la serra mitjançant els barrancs que baixen pels vessants nord i est.